# سیارک ۱۲۱۸۹
سیارک ۱۲۱۸۹ (به انگلیسی: 12189 Dovgyj، نامگذاری:1978RQ1) دوازده هزار و صد و هشتاد و نهمین سیارک کشف شده‌است که در ۵ سپتامبر ۱۹۷۸ کشف شد.
قدر مطلق سیارک برابر ۱۴٫۴۰ است.